# Тизелтон-Дайер, Хэрриет Энн
Герриет Энн (Гукер) Тизелтон-Дайер (англ.  Harriet Anne (Hooker) Thiselton-Dyer; 1854 — 1945) — британская ученый-ботаник, ботанический иллюстратор.

## Биография
Герриет Энн Тизелтон-Дайер родилась в 1854 году в семье ботаника Джозеф Долтон Гукера и его жены Фрэнсис Герриет Генслоу, дочери ботаника и профессора Кембриджского университета Джона Стивенса Генслоу. В 1877 году Герриет Энн Гукер вышла замуж за ботаника Уильяма Тернера Тизелтон-Дайера, в браке родились дочь и сын.
Тизелтон-Дайер принадлежала к поколению британских женщин, которые перевели свой интерес к ботанике в профессиональную карьеру. Она изучала искусство ботанической иллюстрации под руководством Уолтера Гуда Фитча, главного иллюстратора "Curtis's Botanical Magazine". После того, как в 1877 году Фитч подал в отставку после спора с ее отцом, для которого Фитч готовил иллюстрации к нескольким книгам, Герриет стала ведущим художником журнала. Она создала почти 100 иллюстраций для публикации в 1878-1880 годах, что помогло сохранить журнал жизнеспособным, пока Матильда Смит не перешла на постоянную должность иллюстратора.
В 1894-95 годах Тизелтон-Дайер создала около 550 копий иллюстраций орхидей бразильского ботаника Жуана Родригеса, которые был предоставлены ей ботаником Альфредом Конё, он использовал эти копии для иллюстрации книги про бразильскую флору. К сожалению, оригинальные иллюстрации Родригеса исчезли после его смерти. Копии, сделанные Тизелтон-Дайер, хранящихся в Ботанических садах Кью — уникальный и ценный ресурс наследия Родригеса. В 1996 году некоторые из этих копий были опубликованы в статье о Жуана Родригеса в "Curtis's Botanical Magazine".
Тизелтон-Дайер была также известна как опытный садовник. В 1905 году она переехала в Котсволдс. В 1928 году, когда умер ее муж, Герриет перебралась в Девоншир, где умерла в 1945 году.

Ботанические иллюстрации Герриет Энн Тизелтон-Дайер
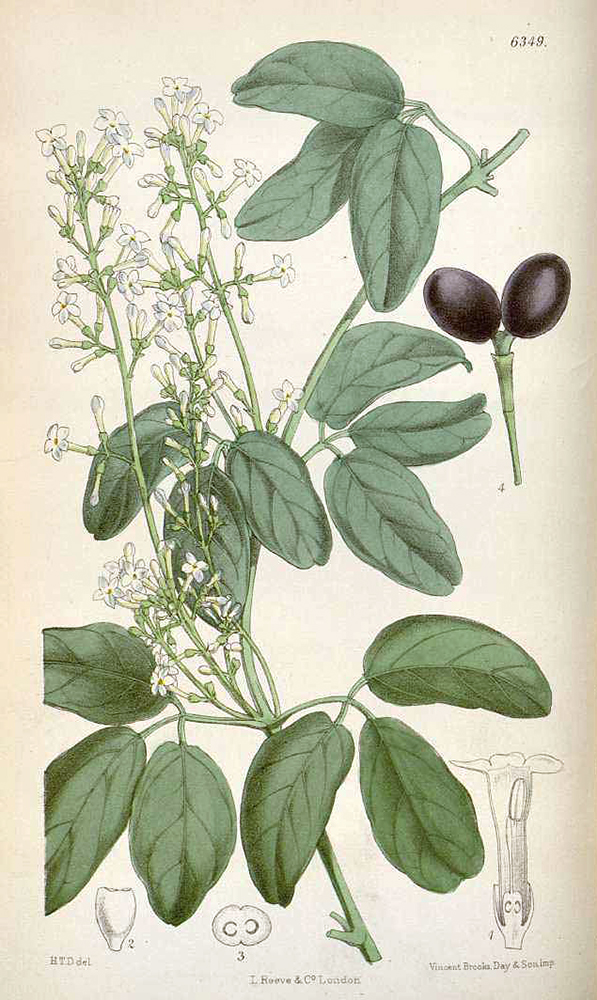
"Jasminum didymum" для "Curtis's Botanical Magazine", 1878.
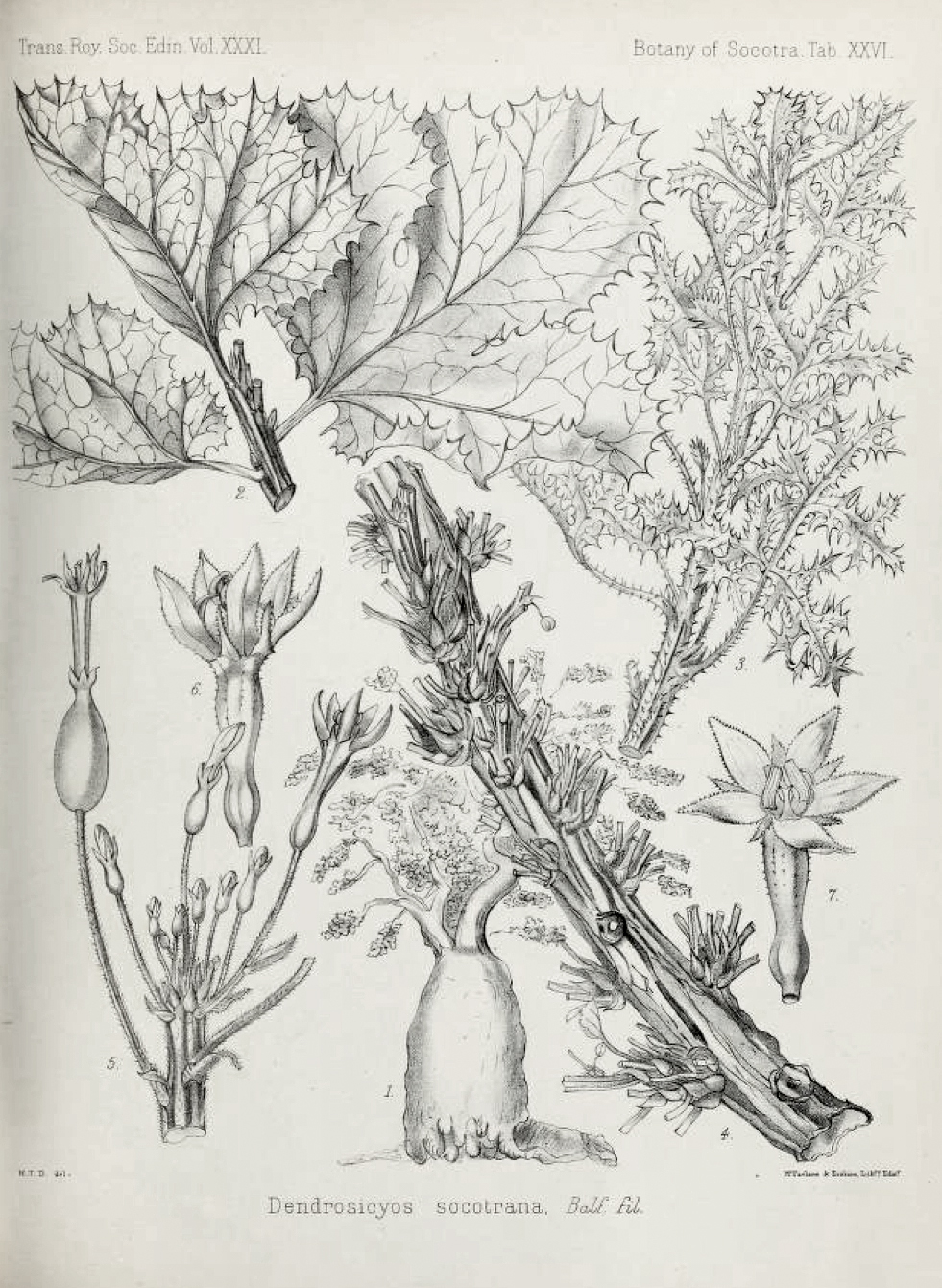
"Dendrosicyos socotrana", ботаническая иллюстрация образца из гербария.